# Jack Sears
Jack Sears (Northampton, 16 febbraio 1930 – Ashill, 7 agosto 2016) è stato un pilota automobilistico britannico, vincitore del BTCC nel 1958 e nel 1963.

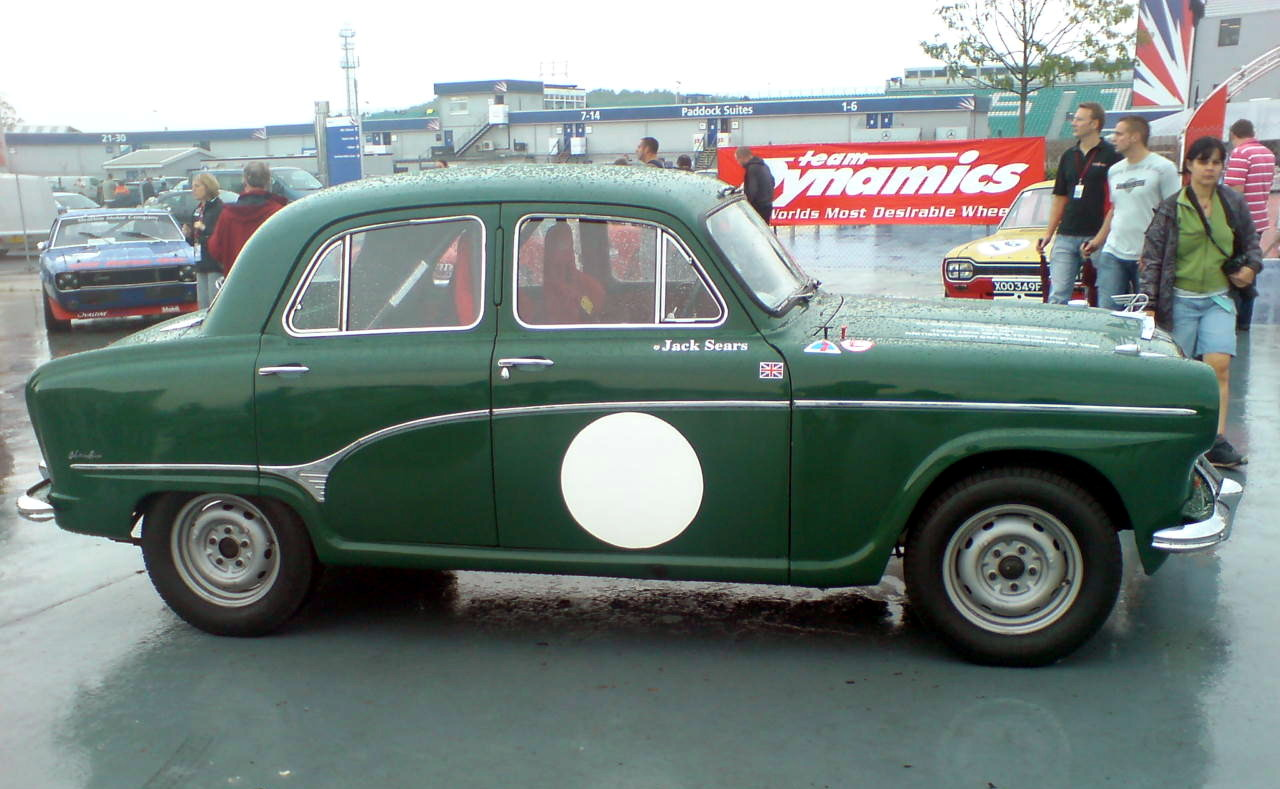
La Austin A90 Westminster con la quale Jack Sears vinse il British Touring Car Championship nel 1958

Vinse l'edizione inaugurale del British Saloon Car Championship nel 1958 a bordo di una Austin Westminster. Si riconfermò campione nel 1963, guidando una Ford Cortina GT, una Ford Galaxie e una Lotus Cortina, quest'ultima utilizzata per le ultime due gare. Prese parte anche alla 24 Ore di Le Mans dove nel 1963 con Mike Salmon a bordo di una Ferrari 330 LMB si piazzò al quinto posto.  È morto il 7 agosto 2016 all'età di 86 anni.

## Palmarès
- British Touring Car Championship: 2
1958 su Austin Westminster A105
1963 su Ford Cortina GT Ford Galaxie Ford Lotus Cortina